# Thrombose de la veine jugulaire
 Mise en garde médicale
La thrombose de la veine jugulaire est l'apparition d'un caillot sanguin dans la veine jugulaire interne (VJI).

## Causes
Les causes les plus fréquentes sont un cancer ou la présence d'un cathéter veineux central dans la veine concernée. D’autres facteurs de risque comprennent la présence du facteur V de Leiden, les blessures au cou, le syndrome d’hyperstimulation ovarienne  ou l'utilisation de drogues par voie intraveineuse.
Les cas qui surviennent à la suite d’une infection sont connus sous le nom de syndrome de Lemierre.

## Signes cliniques
De nombreuses personnes ne présentent que peu ou pas de symptômes, mais d’autres développent un gonflement, une sensibilité et une rougeur du cou. Une zone dure le long de la veine peut être ressentie. En cas d’infection d’autres symptômes peuvent inclure de la fièvre et des maux de tête.

## Complications
Les complications peuvent inclure une embolie pulmonaire,.

## Diagnostic
Le diagnostic peut être suspecté sur la base de l'élévation du taux sanguin des  D-dimères et confirmé par échographie vasculaire ou scanner.

## Traitement
Le traitement chez les personnes présentant un faible risque de saignement consiste généralement en un anticoagulant pour 4 à 12 semaines. Les médicaments utilisés peuvent inclure l'héparine, le coumaphène ou un inhibiteur du facteur Xa. Si possible, le cathéter veineux central doit être retiré. Aucun traitement spécifique n(est nécessaire chez les personnes asymptomatiques. La thrombolyse ou la chirurgie sont rarement recommandées.

## Épidémiologie
La thrombose de la veine jugulaire a touché 7,5 % des personnes porteuses à la fois d'un cathéter veineux central et d'un cancer. Le risque de décès chez les personnes concernées est d’environ 44 % et est plus élevé chez les personnes souffrant d’autres problèmes de santé. Les premiers cas infectés de thrombose de la veine jugulaire ont été décrits en 1936.